# Шевченко, Юрий Анатольевич
Ю́рий Анато́льевич Шевче́нко (28 июня 1939, Москва — 6 ноября 2020, Москва) — советский и российский разведчик-нелегал, полковник госбезопасности, сотрудник Первого главного управления КГБ СССР и Службы внешней разведки Российской Федерации, Герой Российской Федерации (10 мая 2017). Окончив Московский архитектурный институт в 1963 году, в том же году намеревался продолжить обучение в аспирантуре, но был приглашён в Высшую разведывательную школу КГБ СССР, которую окончил через два года, освоив несколько иностранных языков. С 1963 по 2010 год он работал в советской (позже российской) разведке, активной разведывательной деятельностью занимался за границей с 1969 по 2001 год. Согласно открытым источникам, им были добыты свыше трёхсот томов секретных документов с грифом «COSMIC» — высшим грифом секретности НАТО.

## Биография

### Ранние годы и образование
Юрий Анатольевич Шевченко родился 28 июня 1939 года в Москве в семье служащих. Отец — Анатолий Александрович, авиаинженер, работал в конструкторском бюро Ильюшина, штурман по военной специальности. Мать — Мария Фёдоровна (в девичестве Новикова), окончила рыбный институт, работала ихтиологом в Наркомате рыбной промышленности. Бабушка по отцовской линии — болгарка из рода Мутевых, которая после русско-турецкой войны переселилась в Крым. Семья проживала в Сокольниках. В самом начале войны Юрий с матерью были эвакуированы в Астрахань, в то время как отец остался в Москве, где принимал построенные на авиазаводах самолёты. До 1943 года Юрий с матерью жили в станице Островской Даниловского района, прежде чем отец забрал их с матерью в Москву.
Юрий окончил среднюю общеобразовательную школу, располагавшуюся на Малой Остроумовской. Когда он учился в 7-м классе, отец собрал его рисунки на тему войны и отнёс их в художественную школу № 1, располагавшуюся на Пречистенке (ныне детская художественная школа имени В. А. Серова). Завуч школы Владимир Рожков принял Юрия в школу: позже ученик рассказывал, что с Рожковым у него на долгие годы сложились тёплые отношения, а в самой школе работали преподаватели высокого класса. Юрий Шевченко и Анатолий Зверев считались лучшими учениками своего класса художественной школы. На решение Шевченко стать архитектором повлияла поездка на Кубань в станицу Платнировскую, совершённая в 1946 году: дорога в станицу прошла через волжские степи и Сталинград. По словам Юрия, на него произвели огромное впечатление выжженная степь, терриконы искорёженного металла с разбитой техникой, разрушенный во время войны сталинградский вокзал и деревня, где стояло чучело с человеческим черепом вместо головы. Юрий решил выбрать карьеру архитектора, чтобы потом помогать отстраивать разрушенные в войну советские города, хотя завуч художественной школы Рожков предлагал ему поступать не в архитектурный институт, а в художественное училище.
Юрий поступил на факультет промышленного строительства Московского архитектурного института, который окончил в 1963 году по специальности «архитектор». При поступлении в институт необходимо было сдавать работы по рисунку: в качестве рисунка Юрий выбрал голову Зевса, которую зарисовал в изобразительной студии в Сокольниках. Среди его учителей в МАрхИ был заведующий кафедрой рисунка Александр Дейнека: на дипломном экзамене за рисунок из трёхсот человек Шевченко оказался одним из немногих, получивших отличную оценку от Дейнеки. За всё время учёбы Шевченко получил только одну четвёрку. В институте он был одновременно последним его сталинским стипендиатом и первым ленинским стипендиатом, а также комсоргом факультета в МАрхИ. Помимо учёбы в МАрхИ, Шевченко проходил стажировку в Веймарской архитектурной школе ГДР, чтобы овладеть немецким языком в полном объёме. По его словам, тогда на него обратил особое внимание 3-й секретарь советского посольства, отвечавший за всех обучавшихся в ГДР студентов. Он неоднократно приезжал в Веймарскую школу, чтобы посмотреть, как себя ведут советские студенты и не нарушают ли они режим. Перед стажировкой в Веймаре он ещё два месяца проучился в Лейпцигском университете, осваивая немецкий язык, а по возвращении в МАрхИ прошёл краткосрочные курсы в Институте иностранных языков имени Мориса Тореза, где успешно сдал государственный экзамен на специальность военного переводчика (военную лексику ему преподавал старший лейтенант). В ходе обучения в Инязе он прошёл восемь семестров немецкого.
После окончания МАрхИ Шевченко сразу же поступил в аспирантуру: директор института Иван Николаев назначил его ассистентом заведующего кафедрой промышленной архитектуры, которую тогда возглавлял академик А. С. Фисенко. Профессора считали, что Шевченко сможет стать его преемником на посту завкафедрой. Шевченко готовился писать диссертацию и думал о карьере преподавателя в университете, когда ему в кабинете начальника отдела кадров института предложили поступить в Высшую разведывательную школу Советского Союза. Это предложение ему сделал всё тот же 3-й секретарь посольства. Взяв три дня на раздумья, Шевченко согласился, хотя его отговаривал даже ректор.

### Обучение на разведчика
С 1963 года он стал работать в органах государственной безопасности — в Первом главном управлении КГБ СССР. В 1965 году Юрий Шевченко окончил основной двухгодичный факультет Школы № 101 КГБ СССР и начал подготовку для работы в особых условиях. На момент поступления он уже имел специальность военного переводчика с немецкого, однако не воспользовался привилегией учиться один год и решил отучиться два полных года. В обучении Юрия Анатольевича участвовал известный разведчик-нелегал Геворк Вартанян, а лекции по информационной работе в разведке его курсу читал начальник Отдела информации ЦК КПСС. В конце одной из лекций он даже пожелал учащимся, которые станут разведчиками, получить хотя бы один подлинный документ с грифом COSMIC — высшим грифом секретности НАТО. Шевченко, услышав эти слова, загорелся идеей заполучить хотя бы один такой документ.
Юрий Шевченко освоил в разведшколе несколько языков — немецкий, английский и французский, причём на последнем говорил с парижским акцентом. «Рабочим» языком у него был английский язык. Немецкий и французский были его «родными» языками в его легенде разведчика, в соответствии с которой он родился и вырос в Германии, но долго жил во Франции. В разведшколе он прошёл обширную программу, изучая не только немецкую литературу, но и детские считалки. Языковыми учителями в школе были исключительно иностранцы: в частности, французский язык ему преподавал житель Бельгии — сын одного из матросов, участвовавших в мятеже на броненосце «Потёмкин». Изначально предполагалось, что Шевченко станет «немцем», но позже было принято решение сделать его «французом», что было бы ближе к его документальной легенде. Сам Шевченко при этом говорил на нескольких диалектах немецкого языка, в том числе и на австрийском варианте. Уже позже он самостоятельно освоил итальянский, испанский и даже китайский языки.
Шевченко утверждал, что никогда не получал на руки какие-либо фальшивые паспорта или дипломы, используя исключительно оригинальные документы реально существовавшего человека. В частности, он рассказывал, что согласно легенде, его отец работал техником авиационного завода, был депортирован с семьёй в Германию, где работал на местном заводе, и погиб во время бомбардировки. Сам же будущий французский архитектор, родившийся в 1937 году, с помощью друга семьи, инженера-строителя, переехал в Бельгийское Конго в город Леопольдвилль (ныне Киншаса), где и начал свою карьеру. Поскольку по своей легенде Шевченко был католиком, то он знал текст молитвы «Отче наш» на французском и немецком, но и после возвращения в Россию не до конца мог воспроизвести её текст на русском.

### Разведывательная деятельность

#### Общая характеристика
Согласно официальным заявлениям Службы внешней разведки Российской Федерации, с 1969 по 2001 годы Шевченко находился на нелегальной работе в ряде зарубежных стран, куда выезжал в командировки для решения разведывательных задач. Он вёл работу с ценными источниками, участвовал в вербовочной разработке и вербовке объектов разведывательного интереса, а также добывал ценную информацию по приоритетной проблематике (в том числе с грифом секретности COSMIC по классификации НАТО). При выполнении заданий, проявляя мужество и героизм, он реализовал ряд сложнейших острых оперативных комбинаций, создав каналы получения информации, напрямую затрагивающей национальные интересы СССР и Российской Федерации. С его слов, в определённый период руководство советской внешней разведки говорило ему, что Шевченко добывал до 30 % документальной информации по НАТО и США. Он почти всегда был в окружении богемы, к которой тянулись высокопоставленные государственные деятели (в том числе сотрудники разведслужб типа ЦРУ), влиятельные политики, крупнейшие бизнесмены и осведомлённые журналисты. Вхожесть этот в круг богемы позволила ему выполнить ряд важнейших разведывательных заданий.
Шевченко обладал не только хорошими навыками аналитика, но и талантом психолога, а навыки художника обеспечивали ему совершенное прикрытие во время работы за границей (в том числе и под прикрытием ЮНЕСКО). По оценке главы СВР России Сергея Нарышкина, Шевченко «искренне любил людей, ненавидел и уважал противника», а также «умел дружить». Сам Юрий Анатольевич называл вербовку какого-либо человека «обращением в веру», но считал неприемлемым «ломать» его и полагал, что надо было убедить вербуемого сделать что-то конкретное, используя его стремление к добру. Он утверждал, что ему однажды пришлось вербовать католика-фанатика, чтобы выполнить конкретное задание: объектом вербовки был руководитель восточно-европейского отдела МИДа страны НАТО, который очень хотел уйти со своей должности и стать священником. Обычно при вербовке Шевченко представлялся бизнесменом, который был заинтересован в получении прибыли, либо же художником, активно интересовавшимся архитектурой.
Некоторое время Шевченко, работая в Париже и рисуя на Монмартре разные картины, проживал недалеко от Люксембургского сада, Латинского квартала, бульвара Сент-Мишель. Он был свидетелем студенческих демонстраций против Шарля де Голля и их разгона с участием полиции. Он побывал во многих странах мира, включая Италию, Швейцарию, Португалию, Испанию, Египет и Сингапур. Картины и рисунки своего авторства Шевченко дарил людям, игравшим роль полезных связей для него; для укрепления своей легенды он регулярно посещал архивы, библиотеки и музеи, фотографируя и зарисовывая памятники архитектуры. Однажды ему даже довелось написать портрет жены премьер-министра одной из стран, благодаря чему он заработал ещё больший авторитет в той стране.
Центр запрещал разведчику ездить в США, поскольку того в случае разоблачения якобы должны были судить по законам того штата, где за некоторые преступления назначается наказание в виде смертной казни. Шевченко в обход запрета всё же съездил в Штаты, за что получил выговор, но за добытую им в ходе этой поездки информацию он был удостоен подарка от председателя КГБ СССР Юрия Андропова с формулировкой «за удачное выполнение боевого задания». Позже руководители стали закрывать глаза на личные инициативы Шевченко и начали давать ему более сложные задания.

#### Миссии в Испании
Ряд поездок Шевченко состоялся в Испанию и Португалию в начале 1970-х годов, когда он изучал проникновение мавританского стиля в европейскую архитектуру: для этого он неоднократно обращался к книгам из библиотек и зарисовывал архитектурные памятники. Параллельно он выполнял важное правительственное задание, изучая политическую и экономическую ситуацию в этих странах со сложной политической обстановкой: отношения СССР с Испанией и Португалией тогда ещё не были установлены. Он решил открыть собственное архитектурное бюро и выяснить, насколько безопасны будут его капиталовложения: согласно легенде, он как профессиональный художник начинал свою карьеру в Бельгийском Конго и застал период революции, а его отчим потерял из-за политических катаклизмов почти весь капитал. Шевченко выяснял особенности политической и экономической ситуации в Испании, беседуя с чиновниками министерств финансов и экономики, а также с членами торгово-промышленной палаты. Для выяснения особенностей законодательства он посетил много контор, которые могли бы предложить комплект документов для регистрации предприятия, и познакомился с рядом юристов: по словам Шевченко, требовалось много времени, чтобы найти «интересного человека» — государственного юриста, который владеет секретной информацией.
После долгих раздумий Шевченко решил, что ему нужно найти элитный клуб, где собираются представители высшего общества и проводят досуг: хотя он научился играть в теннис в разведшколе, проводить много времени на кортах для него было бы слишком утомительно. К счастью, ему удалось отыскать клуб с шахматной секцией, поскольку он сам неплохо играл в шахматы: туда требовалось попасть при наличии минимум двух рекомендаций от членов клуба, однако Шевченко повезло встретиться с председателем шахматной секции, и после полутора часов партий в блиц его не только взяли в клуб, но и пригласили на шахматный турнир. Председатель секции для формальностей подписал две рекомендации у находившихся рядом членов клуба, которые играли в бильярд. По словам Шевченко, в шахматной секции были несколько крупных личностей: представитель Испании в ООН; выдающийся журналист-международник, освещавший совещание в Хельсинки глав государств по безопасности в Европе; генерал испанской армии в отставке; один из личных друзей Франсиско Франко, который чуть ли не каждую неделю пил у него чай, и многие другие. После шахматных партий художник, выпивая со своими новыми друзьями кофе или коньяк, стал потихоньку их расспрашивать об интересующих его вопросах, и те стали передавать ему абсолютно секретную информацию о том, что происходит сейчас и какое ожидается будущее. Со слов Юрия Анатольевича, Центр высоко оценивал его работу, призывая его продолжать деятельность и проявлять осторожность в работе со связями, а когда Брежнев отправился на совещание в Хельсинки, ему уже была известна вся необходимая информация о политической обстановке в Испании.
Изучением ситуации в Испании Шевченко занимался также на одной из военных баз НАТО, игравшей роль перевалочной воздушной базы и находившейся в пригороде Мадрида. В соответствии с заданием из Центра он должен был выяснить будущее этой базы и оценить возможность продления её аренды с учётом того, что в официальной испанской прессе утверждалось о нежелании Франсиско Франко продлевать аренду. Художник заметил, что американские военные, служившие на этой базе, уходили в увольнение в субботу и воскресенье, а их путь проходил через центр Мадрида. Знакомство с солдатами он решил завязать, появившись с мольбертом на улице: двое проходивших рядом солдат попросили его сделать их портреты. Шевченко назвал им заоблачную цену, в шутку заявив, что «его друг Пикассо» якобы не разрешал рисовать портреты по более низкой цене. Однако в конце концов художник согласился подарить солдатам портреты, а они в благодарность пригласили его в ресторан, где подавали хорошее вино и были танцы: на этом фоне Шевченко завязал знакомство не только с обоими солдатами, но и с неким кубинским эмигрантом-миллионером, владевшим рестораном в другом городе (все трое съездили туда на отдых). В течение нескольких недель Шевченко, прогуливаясь с новыми знакомыми и организуя с ними застолья, говорил о своей работе художника и архитектора, рассказывая американцам и о мавританской архитектуре, изучением которой он занимался, и о художниках уровня Веласкеса и Гойи. В какой-то момент солдаты даже пригласили его приехать к ним на базу.
Для художника поездка на базу открыла бы возможность задать нужные вопросы о будущем базы. Центр изначально был настроен на то, чтобы не допускать разведчика-нелегала на военные объекты, поскольку сохранялся риск разоблачения, однако у разведчика не было иной возможности заполучить нужную информацию о базе. В итоге Шевченко приехал с двумя американцами на базу: те даже согласились прикрыть его шинелью, чтобы на КПП никто ничего не заподозрил, и пообещали ему целый ящик виски Johnnie Walker, который продавался на базе по более дешёвой цене, чем одна бутылка в ресторанах. В состав базы НАТО, как выяснил разведчик, входили бассейн и корты, а также отдельная квартира для каждого сержанта. В разговоре с солдатами Шевченко процитировал статью местной газеты о закрытии базы, сказав, что «жизнь солдат здесь уже заканчивается», но те не только немедленно опровергли слухи о закрытии базы, но и сообщили ему, что за пять дней до визита художника на базу приехал главнокомандующий войсками НАТО в Европе Александр Хейг, который обсудил на закрытом совещании будущее базы. Публикации в газетах о возможном отказе испанцев от базы НАТО солдаты объяснили стремлением властей пресечь возможные акции протеста против продления аренды. Таким образом, американцы передали Шевченко фактически всё содержание закрытого совещания: полученную информацию разведчик вскоре отправил в Центр. Руководство занесло в личное дело разведчика выговор за проникновение на военную базу, но при этом ему был вручён личный подарок от председателя КГБ СССР Юрия Владимировича Андропова — охотничье ружьё.

#### Миссии в Португалии
В Португалии Шевченко продолжал свою работу, пытаясь узнать подробности политической обстановки под предлогом «обеспечения безопасности капиталовложений» и в свободное время рисуя картины на улице. В какой-то день он встретился с женщиной, с которой завёл разговор на французском и подарил ей этюд: выяснилось, что новая знакомая художника работала в Архиве НАТО в Лиссабоне, причём о наличии архива Центр не знал, поскольку в Португалии не было советской резидентуры. Женщина рассказала художнику, что из штаб-квартиры НАТО в Брюсселе регулярно всем членам НАТО рассылаются документы на английском языке с информацией о принятых решениях, а ей самой приходится делать аннотации каждого документа на португальском, регистрировать его и отправлять в архив: все документы носили секретный характер, имея грифы Secret, а иногда грифы COSMIC. Позже по запросу Центра Шевченко предпринял попытку въехать в Гвинею-Бисау, где шла война и куда было очень сложно въехать: по министерской линии ему удалось получить заветное разрешение, а сам он также взял от своих португальских друзей обязательство доставить письма служившим в Гвинее-Бисау португальским военным. Среди адресатов этих писем оказалось очень много капитанов, которым позже предстояло совершить революцию в Португалии и свергнуть режим Марселу Каэтану.
В разговоре с капитанами художник почувствовал их особое состояние: все военные были в состоянии крайнего возбуждения и повторяли, что скоро вернутся домой. От местного архивариуса он попытался выяснить подробности капиталовложения и после долгих разговоров заполучил от него документы, из которых следовало, что в стране скоро настанет революция. Информацию о ситуации он перенаправил в Центр, но не написал напрямую о приближающейся революции. Незадолго перед Революцией гвоздик, происшедшей 25 апреля 1974 года, Шевченко был вызван Центром для консультаций и устно сообщил руководству, что в Португалии скоро произойдёт смена режима. Также разведчик утверждал, что государство в случае победы революционеров возглавит Антониу ди Спинола, тогдашний губернатор Португальской Гвинеи: вскоре это действительно осуществилось. Помимо всего прочего, Шевченко изучал охрану аэродрома Бисау и даже сумел обеспечить вывоз боеприпасов из колонии, хотя на то ему был дан прямой запрет из Центра: по возвращении на родину Шевченко получил очередной выговор и очередной подарок от Андропова. На момент выполнения задания по изучению охраны аэродрома разведчик имел звание майора. Поездка в Бисау позволила разведчику составить исчерпывающую картину политической и экономической ситуации в Гвинее-Бисау, которая вскоре стала независимым государством.
Позже он получил разрешение на продолжение связи со знакомой из Архива НАТО: ранее ему как нелегалу не разрешали вести вербовку из-за крайне большой опасности, но после консультации руководителя Шевченко Юрия Дроздова с Юрием Андроповым Центр дал «добро». Однако тогда попытка вербовки усилиями Шевченко успехом не увенчалась.

#### Работа против США. Документы с грифом «COSMIC»
Шевченко одновременно вёл работу по главному внешнеполитическому противнику СССР — США и его союзникам по блоку НАТО. В частности, он получил доступ к секретным документам с грифами «совершенно секретно» и «COSMIC», которые насчитывали порядка трёхсот томов архивного дела: получение документов с грифом «COSMIC» он считал своим лучшим достижением в разведке. Часть документов с грифом «COSMIC» он раздобыл, заполучив доступ к некоему объекту в Европе, к которому пытался подобраться ещё в начале 1970-х. В близлежащих кварталах от здания, где располагался указанный объект, он начал делать зарисовки старинных улочек. В какой-то день он увидел, как из этого здания вышла женщина, и завязал с ней знакомство, благодаря которому выяснил, что женщина работала на означенном объекте, занимая некую малозаметную, но важную должность. С его слов, он таким образом получил возможность добыть документы с грифом «COSMIC». Среди добытых им документов с подобным грифом содержались документы, описывающие вероятность начала войны между СССР и Западом, характер подобной войны и наиболее вероятные и оптимальные действия стран Запада в случае ведения войны. В этих документах содержались и планы дальнейших политических действий стран Запада после распада СССР, предусматривавшие также последующий раскол России на множество государств.
Помимо документов с грифом «COSMIC», Шевченко заполучил другие особо важные документы из нескольких иных структур — штаб-квартиры НАТО, администрации Президента США, Государственного департамента США и ЦРУ. С его слов, в отчётах ЦРУ иногда содержались абсурдные детали: так, в одном из них утверждалось, что из порта Новороссийска в один день вышел сухогруз с 26 танками на борту для Ирака, якобы сфотографированный американцами. После запроса Шевченко в Генштаб выяснилось, что на борту сухогруза были трактора. Из раздобытых им документов выделялись два документа, один из которых был подписан занимавшим тогда пост директора ЦРУ Джорджем Бушем-старшим, а другой — госсекретарём США Сайрусом Вэнсом. Оба документа были опубликованы в дни Иранской революции и имели прямое отношение к актуальным вопросам войны и мира. Шевченко получил тогда от советского руководства задание выяснить реакцию американских властей на Иранскую революцию и узнать их оценку возможности начала новой войны у южных границ СССР: к тому моменту иранцы взяли в заложники сотрудников посольства США, и советские власти хотели узнать, будет ли проведена американцами военная операция против Ирана. Содержимое обоих документов руководство СССР получило даже ещё раньше, чем они были переданы президенту США Джимми Картеру. Единственной крупной американской структурой, секретные документы которой Шевченко так и не смог раздобыть, было ФБР.

#### Прочие разведывательные операции
Шевченко рассказывал, что однажды пришёл в одно из изданий и предложил редакторам услуги иллюстратора, продемонстрировав свои карикатуры и дружеские шаржи. Главный редактор свёл его с журналисткой-автором памфлета об одной из политических партий и предложил Шевченко как иллюстратора. Разведчик в разговоре с журналисткой, которая оказалась близка к партийному руководству, узнал от неё о внутрипартийной ситуации и выяснил: эта партия на словах выступала за сближение с СССР, но её реальные планы при этом серьёзно отличались от декларируемых. Шевченко передал конфиденциальную информацию об этой партии в Центр: эти сведения обсуждались на заседании Политбюро и получили очень высокую оценку со стороны руководства страны. Другой случай произошёл, когда его коллеги из Центра изучали одного человека на предмет возможной вербовки и безуспешно пытались предложить ему сотрудничество. Шевченко заявил, что готов завербовать кандидата, и, несмотря на возражения и сомнения, сумел это сделать. Руководство решило, что это подстава со стороны противника, и перевербовало самого Шевченко. Однако вскоре от нового агента пришёл подлинный секретный документ, и точно такой же документ пришёл от давнего надёжного источника из другой страны: после этого Центр признал, что Шевченко справился со своей задачей по вербовке.
Шевченко неоднократно оказывался в ситуациях, представлявших угрозу для его жизни. В начале 1980-х годов в одном из государств Северной Африки на Шевченко недалеко от места постановки сигнала напал вооружённый ножом грабитель: незадолго до этого Шевченко по указанию Центра обналичил большую сумму денег. Юрий Анатольевич, владевший приёмами самообороны, сумел справиться с бандитом, выбив из его рук нож и ударив его ногой в живот, после чего сбежал с места нападения. В другой раз Юрий Анатольевич, находясь в Москве, ехал на машине к родителям, когда на одной из узких улиц столицы на лобовое стекло машины упал кирпич: разведчика спасла реакция, благодаря которой он отвернул руль вовремя, а кирпич влетел в салон с осколками стекла, не нанеся вреда разведчику. Несколько раз он оказывался на грани раскрытия: однажды, добираясь через Чехословакию в Москву с отчётом для Центра, разведчик встретил в Праге чеха по имени Франтишек, который был его однокурсником по МАрхИ и учился по программе обмена. Юрий Анатольевич с большим трудом отбился от расспросов настойчивого Франтишека и затем в течение нескольких часов проверял, нет ли за ним слежки. Имел место и случай, когда контрразведка одной из стран НАТО прослушивала телефон важного для советской разведки человека, который был близок к провалу: Шевченко вовремя дозвонился до того человека и произнёс нужную фразу, чтобы помочь ему избежать задержания спецслужбами. Однако звонок был перехвачен, и в прессе начали активно публиковаться сообщения о том, что в ближайшее время будет арестован сотрудник советской разведки. К счастью, Юрий Анатольевич избежал ареста, тем более что его не знали по имени. С его слов, из завербованных им людей только один догадался, что Шевченко работал на советскую разведку, в то время как остальные полагали, что с ними общался американский или французский разведчик.
О разведке Юрий Анатольевич говорил как об искусстве взаимоотношений с людьми и добывания информации, а также как об области деятельности, которая требует для достижения результатов крайне серьёзного эмоционального отношения. Разведывательную деятельность Юрий Шевченко называл «глазами и ушами государства», но дополнял, что у государства есть и «мозг» в виде руководителей страны, государственных служб и правительства, ответственный за принятие тех или иных решений. Комментируя конец Холодной войны и распад СССР, Шевченко сказал, что советская разведка тогда не проиграла войну, но на высшем государственном уровне были приняты неверные решения, приведшие к соответствующим геополитическим изменениям. О распаде СССР ему сообщили его знакомые, работавшие в ЦРУ.

### Возвращение в Россию
Одно из последних разведывательных заданий, которое выполнял Шевченко за границей, было вербовкой шифровальщика из государства НАТО, работавшего в посольстве при одной африканской стране. Резидент российской разведки, работавший достаточно долго в этой стране, предоставил следующие данные: у этого сотрудника посольства были двое детей, но он постоянно устраивал скандалы с молодой женой. Со слов Шевченко, сам кандидат для вербовки был «страшно жаден» до денег, «совершенно нечистоплотен» в отношении женщин и крайне проамерикански настроен. Поскольку он вскоре должен был отбыть на родину, Шевченко рассчитывал завербовать его напрямую под чужим флагом, представившись ему сотрудником американской разведки и пообещав ему американский паспорт. Однако встреча с кандидатом произошла не в баре, а недалеко от школы, куда шифровальщик отвозил своего сына. В один из дней, когда Шевченко с коллегой осуществлял наблюдение за объектом для вербовки, шифровальщик подвозил своего сына в школу, но опоздал, поскольку сын забыл дома портфель и отцу пришлось возвращаться домой. Юрий Анатольевич отчитал резидента за то, что тот не проверил данные по объекту для вербовки, и сам вышел на связь с шифровальщиком, узнав его фамилию от директора той самой школы.
Встреча с потенциальным кандидатом состоялась в ресторане, где тот рассказывал о школьных делах своих детей: по итогам разговора Шевченко понял, что кандидат не подлежит вербовке, поскольку был настоящим, чистым и честным человеком. Разведчик предложил своему собеседнику крупную сумму денег в обмен на то, чтобы тот предоставил какую-либо секретную информацию о странах, входящих в НАТО, но тот в ответ сказал, что привязан к своей работе и родине и может лишь предоставить заведомо ложные сведения американцам. Шевченко расстался со своим знакомым и передал в Центр сведения о невозможности вербовки этого человека. Руководителю резидента, который предоставлял Юрию Анатольевичу информацию о кандидате, устроили разнос за то, что резидент не смог даже с учётом опыта своей работы разобраться в ситуации, а разведчик-нелегал разрешил вопрос о возможности или невозможности вербовки за неделю.
В 2001 году Шевченко завершил активную разведывательную деятельность за рубежом и вернулся на родину: к тому моменту его уже разыскивали контрразведывательные службы нескольких стран мира. Всего с 1969 по 2001 годы Шевченко побывал более чем в 90 странах мира. Он продолжил работу в Центре, передавая свой богатый оперативный опыт молодым разведчикам-нелегалам. В 2010 году он официально вышел в отставку, хотя признавался, что мог бы и в преклонном возрасте оказать необходимую помощь российской разведке. Указом Президента Российской Федерации В. В. Путина 10 мая 2017 года Шевченко Юрию Анатольевичу было присвоено звание Героя Российской Федерации — в День нелегальной разведки. В сентябре 2019 года он приехал в село Тарутино Чесменского района Челябинской области, чтобы почтить память своего старшего коллеги и многолетнего руководителя, генерал-полковника Владимира Завершинского, в память которого была установлена мемориальная доска.

### Последний год жизни. Рассекречивание
Официально имена Юрия Анатольевича Шевченко и ещё шестерых человек, трудившихся за границей в качестве разведчиков-нелегалов, были обнародованы 28 января 2020 года директором Службы внешней разведки Сергеем Нарышкиным на пресс-конференции в МИА «Россия сегодня» по случаю 100-летия Службы внешней разведки. Тогда же было объявлено, что Шевченко займётся с момента своего рассекречивания историко-просветительской работой. В феврале того же года Шевченко появился на презентации книги «Агент, переигравший абвер», посвящённой Геворку Вартаняну. По словам полковника разведки в отставке Юрия Маркова, из семи рассекреченных в 2020 году разведчиков-нелегалов именно Шевченко больше других давал интервью прессе: в частности, интервью у него взяли сотрудники Российского исторического общества в особняке на Воронцовом поле в феврале и газета «Комсомольская правда» в апреле.
У самого Шевченко российский телеведущий Сергей Брилёв брал интервью ещё в 2017 году: тогда лицо разведчика в кадре не показывали, а сам он представился ему как «Павел Андреевич». В то же время под вымышленными именами Юрий Шевченко дважды давал интервью «Российской газете» и готовился к съёмкам документальных фильмов о нескольких разведчиках-нелегалах. В частности, одно его большое интервью без упоминания самого имени Шевченко вошло в книгу Николая Долгополова «Вартанян» в качестве отдельной главы.
1 октября 2020 года Юрий Анатольевич Шевченко плохо себя почувствовал и был доставлен в реанимацию, где перенёс операцию, связанную с обострением хронического заболевания. Спустя 37 дней он скончался в Москве 6 ноября 2020 года в 0:40: согласно официальной информации, смерть наступила после хронической болезни. Шевченко был похоронен на Троекуровском кладбище.

## Личная жизнь

### Семья
Супруга Юрия Анатольевича — Галина Васильевна Шевченко, полковник внешней разведки, тоже учившаяся в художественной школе № 1 (классом ниже) и окончившая школу с медалью. С ней он познакомился в изобразительной студии в Сокольниках, когда шли вступительные экзамены в МАрхИ. Получила музыкальное образование. На момент знакомства Юрию было 17 лет, а Галине — 16 лет; предложение своей будущей супруге он сделал на последнем курсе учёбы в МАрхИ. Свадьба Юрия и Галины состоялась в Москве. Как и Юрий, Галина Васильевна работала в разведке, посетила Германию и Австрию, общалась с представителями творческой элиты (в том числе художниками и архитекторами). Согласно разведывательной легенде, Галина Васильевна была финкой по имени Ева (для этого она специально выучила финский, английский и французский языки) и училась в университете по архитектурной специальности, а с ней самой художник якобы познакомился в Риме, но позже «расстался». Некоторое время Галина Васильевна даже работала у знаменитого финского архитектора Алвара Аалто.
У Юрия Анатольевича и Галины Васильевны есть две дочери — Екатерина и Марианна, обе родившиеся в СССР. Старшая дочь родилась ещё до того, как он получил предложение поступить в Высшую разведывательную школу. Пока её мать находилась за границей, дочка осталась в СССР и проживала с бабушкой и дедушкой. Однако со временем у Галины Васильевны стали ощущаться острые головные боли, связанные с переживанием за дочь. Поработав некоторое время отдельно от мужа за границей, Галина вскоре вернулась на родину. Врачи по итогам медицинской комиссии заключили, что женщине противопоказана любая работа за границей: в дальнейшем вплоть до выхода на пенсию Галина Васильевна работала в Центральном аппарате разведки. Старшая дочь — Екатерина (род. 1962), руководитель группы архитекторов в крупной российской строительной компании (главный архитектор проекта); младшая дочь — Марианна (род. 1979), профессор кафедры истории архитектуры и градостроительства МАрхИ, доктор архитектуры, автор монографии по истории архитектуры Китая за 5 тысяч лет и автор проекта здания московской школы № 2070 имени Геворка Вартаняна. Внуки от старшей дочери — Юрий и Юлия.
В советское время квартира Юрия Анатольевича находилась в Москве доме на Лазовском переулке, который 12 июля 1985 года был переименован в улицу Константина Симонова. После своего окончательного возвращения на родину Шевченко проживал в квартире, где ранее жил другой разведчик-нелегал, Герой Советского Союза Евгений Иванович Ким. Галина Васильевна и Юрий Анатольевич построили по разработанному вместе проекту свою дачу с площадкой для рисования.

### Увлечения
Будучи выпускником Московского архитектурного института, Юрий Шевченко прекрасно рисовал: многие его картины выставлялись в художественных галереях. Часть картин авторства Шевченко была продемонстрирована в документальных фильмах, снятых для российского телевидения ещё при жизни разведчика. Среди запечатлённых им видов были виды Италии, Сингапура, Египта и Парижа (в том числе Монмартра). За свою технику рисования в МАрхИ Шевченко удостоился шуточного прозвища «Шишкин».
В руководстве советской разведки в шутку говорили, что Шевченко впору было бы рисовать портреты для богемы на Монмартре, и он позже действительно купил мольберт и этюдник, чтобы рисовать картины. Согласно интервью, данным в 2020 году для газеты «Московский комсомолец» и журнала «Воронцово поле», во время пребывания за границей Шевченко готовил научную работу по теме «Проникновение мавританского стиля в европейскую архитектуру», для чего обращался за книгами в библиотеки и делал зарисовки древних памятников. Он же под именем человека из легенды разведчика опубликовал несколько книг на Западе по истории архитектурных памятников, которые затем попали в Москву. Среди его публикаций были работы об архитектуре Юго-Восточной Азии и о влиянии Средневековья на Ренессанс, которые по состоянию на 2020 год на русский не переводились. Ещё одним из его увлечений была игра в шахматы, по которым у него в школе был разряд.

### Образ
Во время работы в разведке Шевченко описывал себя как «человека с кудрями, чёрными до плеч волосами», а также любил носить джинсы и ковбойки. В какой-то момент он решил сменить имидж, чтобы избежать разоблачения:, поскольку в разных уголках мира были раскрыты несколько сотрудников внешней разведки КГБ СССР. Он коротко подстригся, отрастил усы, стал носить очки и перешёл на классический стиль в одежде. После выхода Шевченко в отставку и рассекречивания журналист Николай Долгополов описывал разведчика как «худощавого человека среднего роста, с аккуратно подстриженными усиками». Одним из отличительных признаков Шевченко был берет, который он носил за границей и благодаря которому мог играть роль художника (в его коллекции было несколько беретов). Берет был его бессменным атрибутом и до, и после смены имиджа.

## Награды
- Герой Российской Федерации (Указ Президента Российской Федерации № 205СС от 10 мая 2017 года)[7] — за мужество и героизм, проявленные при исполнении служебного долга[8]
- Орден «За заслуги перед Отечеством» IV степени[8]
- Орден «За военные заслуги»[8]
- Орден Красного Знамени[8] — со слов Юрия Шевченко, вручён за два секретных документа, раздобытых в течение 10 дней в 1970-е годы[12]
- Орден Красной Звезды[8]
- иные медали СССР и России[8], в том числе[d]
  - Медаль «За безупречную службу» I, II и III степеней[3]
  - Медаль «Ветеран Вооружённых Сил СССР»[3]
  - Медаль «В ознаменование 100-летия со дня рождения Владимира Ильича Ленина»
  - Медаль «50 лет Вооружённых Сил СССР»[3]
  - Медаль «60 лет Вооружённых Сил СССР»[3]
  - Медаль «70 лет Вооружённых Сил СССР»[3]
  - Медаль «Двадцать лет Победы в Великой Отечественной войне 1941-1945 гг.»[3]
  - Медаль СВР «За заслуги»[3]
  - Медаль СВР «Ветеран службы»[3]
- Почётное звание «Заслуженный сотрудник органов внешней разведки Российской Федерации»[8]
- Почётный знак «Почётный сотрудник госбезопасности»[8]
- Почётный знак «За службу в разведке»[8]
- два личных подарка от председателя КГБ СССР Ю. В. Андропова — кинокамера и охотничье ружьё[13] (один подарок с формулировкой «за удачное выполнение боевого задания»)[2]

## Увековечивание памяти
26 февраля 2020 года писатель Хачик Хултубян, автор книги о разведчиках-нелегалах Геворке Вартаняне и Гоар Вартанян, публично высказался о желании написать книгу о Юрии Анатольевиче Шевченко.
2 сентября 2020 года Шевченко присутствовал на открытии скульптурной композиции в Ясенево в штабе СВР, приуроченной к 100-летию Службы внешней разведки России. На барельефе были изображены несколько портретов известных разведчиков, среди которых был и портрет самого Юрия Анатольевича.
15 февраля 2023 года в вестибюле Московского архитектурного института была открыта доска в честь Юрия Шевченко: по этому же поводу была организована выставка некоторых картин разведчика.

## Комментарии
1. ↑  Полное название грифа — COSMIC TOP SECRET, где аббревиатура COSMIC расшифровывается как Control Of Secret Material in an International Command. Это высший гриф секретности в блоке НАТО, который присваивается в отношении информации, наиболее критически важной для стран-членов блока НАТО[15]. Аналогом грифа COSMIC в классификации американской секретной информации является гриф Top Secret, который был наложен на многие особо важные документы ЦРУ[2].
2. ↑  С Португалией СССР установил дипломатические отношения только в 1974 году, а с Испанией установил в 1977 году.
3. ↑  Главного героя советского фильма «Адъютант его превосходительства» звали Павел Андреевич Кольцов. Имя, которым представился Юрий Анатольевич Шевченко, и начало интервью в виде диалога «Павел Андреевич, а вы шпион? — Видите ли, Юра...» являются отсылкой к этому фильму[17].
4. ↑  См. документальный фильм «Семь жизней полковника Шевченко», момент 17:22[3]